# Clyde (Nowy Jork)
Clyde – wieś w Stanach Zjednoczonych, w stanie Nowy Jork, w hrabstwie Wayne.